# Dead ball
Martwa piłka (ang. dead ball) – termin stosowany w wielu sportach i oznaczający taki stan, w którym piłka nie może być zagrywana.

## Futbol amerykański
W futbolu amerykańskim jest to stan nieprzeprowadzania akcji pomiędzy próbami - m.in. po tym jak zawodnik niosący piłkę wyszedł poza pole gry lub został rzucony na ziemie po szarży. 
W czasie, gdy piłka jest martwa, drużynie atakującej nie wolno zdobywać pola a drużynie broniącej nie wolno próbować przejęcia piłki.

## Krykiet
W krykiecie piłka staje się "martwa" w następujących sytuacjach:
- piłka mija batsmana, jest złapana przez wicket-keepera, ale obaj odbijający nie próbują zdobyć runów
- piłka znajduje się w rękach wicket-keepera lub bowlera, ale odbijający nie walczą o zdobycie kolejnych runów;
- piłka przekracza granicę pola gry
- jeden z batsmanów zostaje wyeliminowany
- piłka utyka w ubraniu lub sprzęcie batsmana lub sędziego
- piłka uderza w dach stadionu
- sędzia przyznaje karne runy
- kiedy sędzia uzna, że oczywiste jest, iż żadna z drużyn nie uważa, iż piłka wciąż jest w grze